# Manifestations contre les caricatures de Charlie Hebdo de janvier 2015
Des manifestations se déroulent contre les caricatures de Charlie Hebdo après publication, sur la une du numéro 1178 de l'hebdomadaire d'un dessin, accompagné des textes « Je suis Charlie » et « Tout est pardonné » et qui représente une caricature de Mahomet, en particulier à cause de l'aniconisme,,.
Différents pays ont connu ces manifestations comme le Mali, l'Égypte, le Pakistan, le Niger, l'Algérie, la Tunisie, la Turquie, la Tchétchénie, et la Palestine. Les manifestations sont parfois émaillées de violence.

## Déroulement

### En Algérie
En Algérie, des milliers de personnes manifestent à Alger à l'appel d'Abdelfattah Hamadache Zeraoui, dirigeant du Front de l'éveil islamique salafiste, d'El Hachemi Sahnoun, dirigeant de l'ex-Front islamique du salut. Leur slogan est « Je suis Mohamed », ainsi que de Abderrazak Mokri, président du mouvement de la société pour la paix. Le journal Echourouk affiche en une un tank brandissant un « Je suis un char » face à un manifestant brandissant « je suis Charlie ». Le but de cette une est de montrer l'indignation des Français face aux guerres du printemps arabe.
Le vendredi 15 janvier 2015, des milliers d'Algériens manifestent en brandissant des pancartes « Je suis Mohammed » et « Nous sommes avec Mohammed ». D'autres ont scandé des slogans religieux alors que d'autres ont appelé à l'instauration d'un État islamique. Enfin, certains manifestants ont scandé le slogan du Front islamique du salut « Il n'y de Dieu que Dieu, pour lui nous vivons, pour lui nous mourrons et pour lui nous combattrons » alors que d'autres ont rendu hommage à Chérif et Saïd Kouachi, les auteurs de l'attentat contre Charlie Hebdo. Des drapeaux français ont également été brûlés.
La marche a été organisée notamment grâce aux réseaux sociaux et a convergé vers la place du 1er-mai, où les manifestations sont pourtant interdites depuis 2001. Lors de cette manifestation, Abdelfattah Hamadache a appelé à manifester dans le monde entier contre la « France haineuse pour défendre le Prophète » et face aux « Français criminels ». Il finira par être interpellé.

### Au Sénégal
Le 16 janvier 2015 au Sénégal, où le numéro de Charlie Hebdo n'est pas diffusé, un millier de personnes manifestent à Dakar et brûlent des drapeaux français devant l'ambassade. Le 24 janvier 2015, le Premier ministre Mohamed Ben Abdallah Dionne a participé à une manifestation.

### Au Niger
Le 16 janvier à Zinder, des manifestants incendient la bibliothèque du Centre culturel franco-nigérien et le siège du PNDS, sept églises chrétiennes, une école primaire catholique et plusieurs bars et débits de boisson sont également pillés et saccagés,,. Les violences font cinq morts dont un gendarme et quarante-cinq blessés,. Le lendemain, une autre manifestation violente a lieu à Niamey ; selon le bilan de la police nigérienne, quarante-cinq églises, cinq hôtels, trente-six débits de boissons, un orphelinat et une école chrétienne sont pillés puis incendiés, cinq personnes sont tuées dont deux enfants dans une église, 128 sont blessées et 189 interpelées,,,,. Au total d'après la police nationale, ces manifestations ont causé 10 morts et 173 blessés. À la suite de cette situation, un deuil de trois jours a été décrété. Environ 70 personnes ont été arrêtées mais aucune n'a été encore jugée un an après les faits.

### Bande de Gaza
Le mur d'enceinte du centre culturel français a été tagué « Vous irez en enfer, journalistes français » et « Tout, mais pas le prophète ». Le 19 janvier, environ 200 personnes manifestent en brandissant les portraits des frères Kouachi et d'Amedy Coulibaly ainsi que des drapeaux noirs des salafistes djihadistes et scandent devant le Centre culturel français : «Français, dégagez de Gaza ou nous vous égorgerons». Lorsqu'ils menacent d'attaquer le bâtiment, la police du Hamas intervient et arrête plusieurs dizaines de personnes. Le correspondant du Figaro rapporte que le « Consulat général de France à Jérusalem a recommandé aux ONG qui emploient des expatriés français dans la bande de Gaza de les évacuer sans délai, quelques heures après une manifestation hostile qui a rassemblé quelque 200 islamistes radicaux à proximité de l'Institut français. ».

### Cisjordanie
Le 23 janvier 2015, des manifestations se déroulent en Cisjordanie.

### En Iran
Le lundi 19 janvier 2015, 2 000 personnes ont manifesté en Iran. Certains manifestants ont demandé la fermeture de l'ambassade de France.

### En Russie
Le lundi 19 janvier 2015, le ministère de l'Intérieur du pays estime que 800 000 personnes ont manifesté en Tchétchénie, république de la Russie, contre les caricatures,
Ces manifestations se sont produites à l'appel de Ramzan Kadyrov qui cherche à devenir le leader des musulmans de Russie tout en développant la «xénophobie anti-occidentale».

### En Afghanistan et au Pakistan
Le 23 janvier 2015, des manifestations se déroulent en Afghanistan et au Pakistan. Lors de ces manifestations, qui rassemblent plusieurs milliers de personnes, des drapeaux français ont été brûlés et des manifestants ont défilé en scandant « à bas Charlie Hebdo ».
Le 26 janvier 2015, des étudiants pakistanais manifestent de nouveau contre le journal satirique à Bannu dans le nord-ouest du pays, et saccagent une école chrétienne dont ils exigent la fermeture.

### Autres manifestations
Le 8 février 2015, des manifestations se déroulent à Londres, au Royaume-Uni.